# Gabriel de Poulpiquet
Pour les autres membres de la famille, voir Famille de Poulpiquet.
Gabriel de Poulpiquet de Brescanvel dit le Lion de Coat-Méal, né le 25 octobre 1914 à Milizac et mort le 7 février 2013 à Brest, est un militaire, agriculteur et homme politique français.

## Biographie
Il est élu maire de Coat-Méal dès 1945 et le reste jusqu'en 1978.
Il est élu député le 30 novembre 1958 dans la troisième circonscription du Finistère et siège donc dans la première législature de la Ve république. Il est réélu en décembre 1962, en 1967, en 1968 après la dissolution consécutive aux évènements de mai. Réélu avec 88 % des voix dès le premier tour, il est alors le député le mieux élu de France. Il est réélu une dernière fois en 1973. Durant ses différents mandats, il siège au sein des groupes gaullistes de l'Assemblée. En 1978, il passe la main à son dauphin, le maire de Plabennec, Jean-Louis Goasduff.
Il est aussi conseiller général du canton de Plabennec de 1977 à 1983, élu dès le premier tour avec 98 % des voix. Il a également été vice-président du conseil régional de Bretagne.
Il soutient la candidature de Jean-Pierre Chevènement pour l'élection présidentielle de 2002.
Il fait partie du comité de soutien à la candidature de Bernadette Malgorn aux élections régionales de 2010 en Bretagne.
Il meurt le 7 février 2013 à Brest à l'âge de 98 ans.

## Décorations
- Officier de la Légion d'honneur

## Ouvrage
- Gabriel de Poulpiquet, Ma vérité